# Imperium (série télévisée)
Pour les articles homonymes, voir Imperium (homonymie).
Hispania, la leyenda
Imperium est une série télévisée espagnole diffusée le 5 septembre 2012 sur le réseau espagnol Antena 3 et qui, comme son prédécesseur Hispania, la leyenda, se déroule au 2e siècle avant J.-C. La série a été produite par Bambú Producciones et disposait d'un budget d'environ 20 millions d'euros. Le premier épisode a obtenu une part d'audience de 10,9 %, ce qui correspond à 1 849 000 téléspectateurs, soit moins que prévu compte tenu de l'important marketing dont il a fait l'objet,.
La première saison compte 6 épisodes. Initialement, 13 épisodes étaient prévus, mais la chaîne a finalement accepté de ne tourner que 6 épisodes afin d'observer les chiffres d'audience. Le tournage a commencé le 7 mars 2012 et s'est terminé le 8 juillet de la même année. Enfin, le jeudi 11 octobre, la chaîne espagnole Antena 3 a mis fin à la série en raison des faibles audiences de sa première saison.

## Distribution
| Personnage               | Acteur/Actrice           |
| ------------------------ | ------------------------ |
| Servius Sulpicius Galba  | Lluís Homar              |
| Quintus Servilius Caepio | Pepe Sancho (†)          |
| Claudia Fabia Mara       | Nathalie Poza            |
| Marco                    | Jesús Olmedo             |
| Octavio                  | Antonio Mourelos         |
| Antonia                  | Elvira Mínguez           |
| Cordelia                 | Belén Fabra              |
| Décimo                   | Robert González          |
| Sabina                   | Ángela Cremonte          |
| Tito †                   | Javier Ríos              |
| Diana / Cora de Capua    | Aura Garrido             |
| Aurora / Vistilia        | Lucía Martínez           |
| Vera                     | Paula Prendes            |
| Druso                    | Fernando Andina          |
| Gaia                     | Thais Blume              |
| Tiberio Lucio Varo       | Carlos Álvarez-Nóvoa (†) |
| Craso                    | Nasser Saleh             |
| Libo                     | Santi Marín              |
| Messina                  | Alicia González Laá      |
| Mario Trentio Ruga       | Manuel Sánchez Ramos     |
| Catón                    | José Ángel Egido         |
| Apio Claudio             | Helio Pedregal           |
| Petra                    | Elena Furiase            |
| Fabio †                  | Iván Sánchez             |

## Synopsis
Galba est un homme puissant et respecté à Rome. Il a le soutien des sénateurs les plus importants, menés par le sénateur Quintus... et il a donc été chargé d'une dernière campagne : mettre fin à la résistance à Numance. Galba part pour Numance convaincu de sa victoire et que celle-ci lui vaudra, à son retour, la reconnaissance ultime.
Mais il revient de la campagne de Numance vaincu et humilié. Les Hispaniques ont anéanti son armée. Galba a perdu son honneur et, surtout, son pouvoir à Rome. Et ce n'était pas un accident ; quelqu'un l'a trahi.
Galba n'est pas prêt à abandonner ; sa famille, les Sulpiciens, doit retrouver la place qui lui revient à Rome, et pour cela il est prêt à tout, même à déclencher une nouvelle guerre avec ceux qui l'ont fait tomber. Il est loin de se douter qu'une erreur de son passé le hante. Une erreur qui a un nom de femme : Cora. Une femme qui, pour sauver son père, est prête à faire un pacte avec ses plus grands ennemis, un homme déterminé à retrouver sa gloire perdue et une famille qui veut contrôler tout Rome.

## Accueil
Le premier épisode a obtenu une part d'écran de 1 880 000 téléspectateurs, ce qui a fait de la série le troisième choix des téléspectateurs, provoqué par la diffusion sur Cuatro du film Spanish Movie. Ces chiffres ne correspondent pas aux attentes de la chaîne, qui avait développé une intense campagne de marketing avant la première de la série. Malgré cela, la série a reçu des critiques plutôt favorables de la part du public et des critiques spécialisés.

## Épisodes et audiences
| Saison | Épisodes | Début            | Fin             | Audience    | Audience |
| Saison | Épisodes | Début            | Fin             | Spectateurs | Quota    |
| ------ | -------- | ---------------- | --------------- | ----------- | -------- |
| 1      | 6        | 5 septembre 2012 | 11 octobre 2012 | 1 469 000   | 9,1%     |

### Saison 1: 2012
| Épisode | Titre original          | Date d'émission   | Audience    | Audience |
| Épisode | Titre original          | Date d'émission   | Spectateurs | Quota    |
| ------- | ----------------------- | ----------------- | ----------- | -------- |
| 1       | Sulpicio                | 5 septembre 2012  | 1 849 000   | 10,9%    |
| 2       | El último hombre en pie | 12 septembre 2012 | 1 581 000   | 10,2 %   |
| 3       | La mujer del tribuno    | 20 septembre 2012 | 1 415 000   | 8,8 %    |
| 4       | Hijos                   | 27 septembre 2012 | 1 528 000   | 9,2 %    |
| 5       | La máscara              | 4 octobre 2012    | 1 358 000   | 9,0 %    |
| 6       | El asalto               | 11 octobre 2012   | 1 088 000   | 7,0 %    |